# Iujni Sklon
Iujni Sklon - Южный Склон (rus) és un possiólok del krai de Krasnodar, a Rússia. Es troba a la península de Taman, al delta del riu Kuban. És a 10 km al sud-est de Temriuk i a 118 km a l'oest de Krasnodar.
Pertany a la ciutat de Temriuk.